# Eunom (mitologia)
Eunom (en grec antic Εὔνομος), va ser, segons la mitologia grega, un noi de Calidó mort per Hèracles.
Quan Hèracles, després del seu casament amb Deianira, vivia a Calidó, a la cort del seu sogre Eneu, un dia, en un banquet, Eunom, un nen que servia com a coper i era fill d'Arquíteles, un parent d'Eneu, va abocar a les mans de l'heroi aigua tèbia destinada a rentar-li els peus. Hèracles li va voler clavar una bufetada, però li va donar amb tanta força que el va matar. Arquíteles el va perdonar, però Hèracles es va exiliar voluntàriament i se'n va anar amb la seva esposa i el seu fill a Traquis, a la cort del rei Ceix a purificar-se.